# Saleh Al-Dawod
Saleh Al-Dawod (11 de dezembro de 1968) é um ex-futebolista profissional saudita, que atuava como defensor.

## Carreira
Saleh Al-Dawod fez parte do elenco da Seleção Saudita de Futebol da Copa do Mundo de 1994.

## Títulos
Arábia Saudita
- Copa Rei Fahd de 1992: Vice